# May Pen
May Pen er en by i det sydlige Jamaica, med et indbyggertal (pr. 2006) på cirka 45.000. Byen er fødested for reggae-legenden Toots Hibbert.
17°58′N 77°14′V / 17.967°N 77.233°V